# المنارة (مدريد)
المنارة المعروفة أيضًا باسم الفَنتيَّة La Ventilla حي إداري في مدريد يقع في منطقة تطوان .  تبلغ مساحتها 0.999369 كـم2 (0.385859 ميل2). بلغ عدد سكانها 23٬114 في فبراير 2020. 